# August Beuermann

August Beuermann

Ludwig August Beuermann (* 14. Dezember 1867 in Elvershausen im Westharz; † 15. Oktober 1930 in Hannover) war ein deutscher Lehrer, Schulinspektor und Politiker der DVP.

## Leben und Beruf
Nach dem Besuch der Volksschule in Elvershausen absolvierte Beuermann, der evangelischen Glaubens war, von 1882 bis 1888 die Präparandenanstalt und das Lehrerseminar in Alfeld (Leine). Nachdem er zunächst Lehrer in Sarstedt bei Hannover und dann an der Präparandenanstalt in Alfeld war, wurde er 1893 Seminarlehrer in Wunstorf bei Hannover. Daneben war er von 1892 bis 1899 Gasthörer für Geographie, Geschichte und Literatur an den Universitäten in Berlin, Jena und Nancy. 1907 ging er als Kreisschulinspektor nach Adelnau in Posen und ab 1912 in gleicher Funktion nach Fraustadt. Ostern 1919 wechselte er – erneut als Kreisschulinspektor – nach Hameln.

## Abgeordneter
Beuermann gehörte 1919/20 der Weimarer Nationalversammlung an als Abgeordneter für den Wahlkreis 'Provinz Posen 8'. Anschließend war er bis Dezember 1924 Reichstagsabgeordneter. Von 1924 bis zu seinem Tode war er Landtagsabgeordneter in Preußen.

## Veröffentlichungen
- Landeskunde Preußens. 11 Bände, Berlin 1901. (Reprint: Archiv-Verlag, Braunschweig 2005)